# اس‌اس مولبرا
اس‌اس مولبرا (به انگلیسی: SS Mulbera) یک کشتی بود که طول آن ۴۸۳ فوت (۱۴۷ متر) بود. این کشتی در سال ۱۹۲۲ ساخته شد. 